# Alfredo «Chocolate» Armenteros
Alfredo «Chocolate» Armenteros (Santa Clara, 4 d'abril de 1928 - Nova York, 6 de gener de 2016) va ser un trompetista cubà de jazz i música cubana.
Va començar tocant en una banda dirigida per René Álvarez anomenada Conjunto Los Astros, i aviat després amb Arsenio Rodríguez. El sobrenom «Chocolate» es va originar quan algú li va confondre amb el boxador Kid Chocolate. Va ser membre del famós conjunt cubà Sonora Matancera entre 1977 i 1980. Va tocar amb alguns dels músics més famosos de la música tropical, incloent José Fajardo, el porto-riqueny César Concepción (1909-1974), Charlie Palmieri i Machito.

## Discografia
- 1974: Roberto Torres i Chocolate juntos
- 1975: Bien sabroso
- 1976: En el Rincón
- 1980: Prefiero el son
- 1982: Y sigo con mi son
- 1983: Chocolate en sexteto
- 1987: Rompiendo hielo
- 1998: Chocolate and his Cuban soul